# Asesinato de Betty Gardner
Betty Jean Atkins Gardner (Frogmore, Carolina del Sur; 1945 - Saint Helena Island, Carolina del Sur; 12 de abril de 1978) fue una joven afroamericana estadounidense que fue agredida sexualmente, torturada y asesinada por cuatro personas blancas durante un crimen de odio racial. Gardner había estado haciendo autostop cuando fue recogida por John Arnold, John Plath, Cindy Sheets y Carol Ullman. Tras dejarla, Arnold sugirió al grupo que la mataran. Gardner fue agredida sexualmente, estrangulada, golpeada y apuñalada hasta la muerte. Tras el asesinato, Arnold grabó las letras "KKK" en su cuerpo.
Todos los autores fueron capturados posteriormente. Ullman, que tenía 11 años en el momento del asesinato, nunca fue acusado. A Sheets se le concedió inmunidad después de que se convirtiera en prueba estatal y, junto con Ullman, testificó contra Arnold y Plath. Ambos fueron declarados culpables y condenados a muerte. Fueron ejecutados mediante inyección letal en 1998, con pocos meses de diferencia. El caso fue notable porque supuso una rara ocasión en la que dos personas blancas fueron ejecutadas por asesinar a una única víctima negra.

## Involucrados
Betty Gardner
Betty Jean Atkins Gardner, mujer negra estadounidense, era de Frogmore (Carolina del Sur), y madre soltera de dos hijos. Era una trabajadora agrícola que recogía tomates en las tierras de su padre en la cercana Saint Helena Island.
John Arnold y John Plath
John David "Butch" Arnold Jr. y John Herman Plath, dos hombres blancos estadounidenses, eran primos hermanos oriundos de York (Pensilvania). Ambos tenían numerosos antecedentes penales. Antes del asesinato de Gardner, Arnold había sido detenido diecinueve veces acusado de delitos de agresión, robo, detención ilegal y violación de la libertad condicional; Plath, por su parte, había sido detenido en once ocasiones por intento de robo, robo de automóvil, acoso por comunicación, receptación y hurto. 
Ambos también habían estado implicados en tiroteos no relacionados en casos separados, en los que ambos fueron acusados, sin embargo, los cargos fueron retirados posteriormente. Arnold fue acusado de disparar a una exnovia con un rifle, pero se retiraron los cargos cuando ella se negó a declarar contra él. Plath fue acusado en 1973 del asesinato de su amigo Frank Winchnarz, de 18 años. Aunque la policía sospechaba que dicha muerte había sido intencionada, sólo había pruebas suficientes para acusarle de homicidio involuntario. Posteriormente, fue desestimado por falta de pruebas.

## Asesinato
El 12 de abril de 1978, Gardner hacía autostop cerca de Beaufort (Carolina del Sur) en dirección a Saint Helena Island para trabajar en la granja de su padre. Mientras esperaba a que la llevaran, un Pontiac verde, con matrícula del estado de Carolina del Sur, se detuvo junto a la carretera. En él viajaban John Arnold, John Plath, Cindy Sheets y Carol Ullman. Sheets era la novia de Plath, de 17 años, y Ullman era una fugitiva de 11 años; Arnold fue acusado más tarde de violación de menores. En el coche también viajaban dos perros. El grupo se dirigía a la playa y se había alojado en casa de un marine de Estados Unidos y su esposa. El vehículo que conducían pertenecía a la pareja. Gardner aceptó la oferta del grupo y se dirigió con ellos. Sin que ella lo supiera, Arnold estaba huido y se le buscaba por cargos de evasión por no haber regresado de un permiso de fin de semana de un centro de preliberación de la Institución Correccional Estatal de Huntingdon, en Pensilvania. Poco después, Gardner fue dejada al final de un camino de tierra. Tras abandonar el vehículo, Arnold sugirió al grupo que la mataran. Cuando le preguntaron por qué, su respuesta fue simplemente: "Porque odio a los negros". A continuación, el grupo volvió con Gardner y la recogió de nuevo, ofreciéndose a dejarla más cerca del lugar donde se encontraba.
Mientras Gardner estaba sentada en el vehículo, Sheets empezó a atacarla y la golpeó repetidamente con el puño. A continuación, Gardner fue conducida a una zona remota en unos bosques de Saint Helena Island. Una vez allí, Arnold y Plath le ordenaron que se desnudara. Arnold dijo entonces a Gardner que no iría a ninguna parte, antes de darle una patada en el costado. Arnold y Plath la agredieron repetidamente y amenazaron con matarla si se negaba a cumplir sus exigencias. Gardner fue obligada a practicar sexo oral con Arnold, Plath y Sheets. Gardner fue azotada repetidamente con un cinturón, que luego le enrollaron alrededor del cuello. Arnold y Plath intentaron estrangularla hasta la muerte con el cinto, mientras la arrastraban por el suelo. Plath le dio varios pisotones en el cuello y la apuñaló repetidamente en el pecho con una navaja. Mientras tanto, Arnold rompió algunas prendas de ropa e hizo una cuerda con la intención de colgar a Gardner de un árbol cercano. Plath ordenó entonces a Sheets que cortara el cuello de Gardner con una botella de refresco rota. Cuando esto falló, Arnold estranguló a Gardner un poco más, antes de que finalmente muriera.

## Hechos posteriores
Tras el asesinato, Arnold grabó las letras "KKK" en el cuerpo de Gardner, supuestamente para despistar a los investigadores. Los miembros del grupo también orinaron y defecaron sobre su cadáver. Tras abandonar la zona, el grupo se separó. Arnold y Ullman permanecieron en Beaufort, mientras que Plath y Sheets regresaron a su ciudad natal, York (Pensilvania). Cuando Gardner no se presentó en el trabajo, su familia denunció su desaparición. La última persona que la vio con vida fue su hermano, que la había visto subir a un Pontiac verde cerca de su casa cuando hacía autostop. La hermana de Gardner quedó al cuidado de sus hijos.
No aparecieron pistas sobre el caso durante más de un mes, hasta que un detective de la oficina del sheriff del condado de Beaufort localizó el Pontiac por casualidad. Los propietarios del coche, el marine de los Estados Unidos y su esposa, dijeron al detective que Arnold y Plath habían tomado prestado el vehículo. Arnold y Ullman fueron detenidos rápidamente en Beaufort. Plath y Sheets fueron capturados de nuevo en York por la policía, que sorprendió a Plath escondida bajo el porche de la casa de su madre.
Los abogados de Sheets negociaron su inmunidad a cambio de testificar contra Arnold y Plath, así como de cooperar con los investigadores de Carolina del Sur. Cuando fue devuelta a Beaufort, condujo a la policía hasta el cadáver de Gardner, que ya estaba muy descompuesto. El cuerpo no fue encontrado hasta casi once semanas después del asesinato de Gardner. Los registros dentales confirmaron su identidad.
Arnold y Plath fueron internados en la cárcel del condado de Beaufort, donde fueron descritos como reclusos problemáticos. Durante su estancia en esta cárcel, intentaron escapar dos veces y construyeron una pistola falsa. Como consecuencia, el sheriff solicitó personalmente al gobernador el traslado de ambos reclusos a una penitenciaría estatal en Columbia. Ambos proclamaron su inocencia en el crimen.

## Juicios
En febrero de 1979, Arnold y Plath fueron juzgados por el asesinato de Gardner en el condado de Beaufort. Los fiscales del estado anunciaron su intención de solicitar la pena de muerte tanto para Arnold como para Plath. El veterano fiscal calificó el crimen como "el caso más terrible, inhumano, degradante y nauseabundo" que había visto nunca. Sheets y Ullman testificaron contra Arnold y Plath, y sus relatos sobre los hechos del crimen fueron casi idénticos. Ullman testificó que Arnold dijo que odiaba a los negros, y se determinó que el asesinato fue un crimen de odio por motivos raciales. Un patólogo forense determinó que la causa de la muerte fue un apuñalamiento y un golpe en la cabeza. Debido a la descomposición del cuerpo en el momento de su descubrimiento, no se pudieron establecer más conclusiones, y no se pudo descartar el estrangulamiento como posible causa de la muerte.
El 5 de febrero, el jurado, compuesto por seis hombres y seis mujeres, dos de los cuales eran negros, declaró a ambos culpables del asesinato. El 9 de febrero, ambos fueron condenados a muerte. Arnold reaccionó a la sentencia sin emoción alguna, mientras Plath golpeaba un lápiz contra una mesa. Arnold también fue acusado del estupro de Ullman. Tras el veredicto, Arnold inició la primera de dos huelgas de hambre en un intento de acelerar su ejecución. Escribió una carta al Tribunal Supremo de Carolina del Sur en la que pedía que se retiraran todas sus apelaciones. Ambos hombres siguieron proclamando su inocencia en el crimen y argumentaron que Sheets era el verdadero asesino. Sheets fue puesta en libertad un mes después de la sentencia de Arnold y Plath; regresó a York. Ullman nunca fue acusada por su participación en el crimen.
En octubre de 1981, el Tribunal Supremo de Carolina del Sur confirmó las condenas de Arnold y Plath; sin embargo, debido a un error del fiscal, el caso se devolvió para que se volviera a dictar sentencia. y dictaminó que el fiscal se había equivocado al decir al jurado que nunca pediría otra condena a muerte para nadie si Arnold y Plath no eran ejecutados. En mayo de 1982, ambos fueron condenados de nuevo a muerte. En la vista de la nueva sentencia de Arnold, el fiscal le señaló y dijo a los miembros del jurado que se había reído a lo largo del juicio.

"Para él es una broma. No cree que tengan agallas para matarlo".

## Ejecuciones
El 6 de marzo de 1998, Arnold fue ejecutado mediante inyección letal en la Institución Correccional Broad River de Columbia. Fue declarado muerto a las 18:15 horas. Proclamó su inocencia hasta el final y emitió una declaración final diciendo: "El sistema judicial ha tenido mi cuello bajo su talón. Dejo este mundo con mi identidad intacta, mi dignidad intacta, mi espíritu sano y entero".
El 10 de julio de 1998, Plath también fue ejecutado mediante inyección letal en la Institución Correccional de Broad River.
Fue declarado muerto a las 18:22. En su última declaración manuscrita, negó haber matado a Gardner. Plath se hizo cristiano durante su estancia en prisión y citó versículos de la Biblia en la cámara de ejecución. Mientras estaba en el corredor de la muerte, Plath fue adoptado por una mujer de 70 años. También recibió una carta religiosa del asesino convicto y miembro de la Familia Manson Tex Watson. Tras la ejecución de Plath, la familia de Gardner emitió un comunicado en el que decía: "Este asesinato ha dejado un vacío en nuestras vidas que nunca llenaremos... Ahora, con la muerte de los asesinos de Betty, podemos seguir adelante".
En el momento de la ejecución de Arnold, The Herald señaló que desde 1976, cuando se restableció la pena de muerte, 113 acusados negros habían sido ejecutados por asesinar a una víctima blanca, frente a sólo 6 acusados blancos por asesinar a una víctima negra. Tras la ejecución de Arnold, el director ejecutivo de la Unión Americana de Libertades Civiles de Carolina del Sur, Steve Bates, comentó la disparidad en las ejecuciones según la raza de los acusados y de las víctimas, así como su creencia en el racismo en el sistema judicial. Bates afirmó que la ejecución de Arnold era una excepción a la regla.